# Henryk z Anhaltu
Henryk (zm. 9 listopada 1307 r.) – książę Anhaltu-Aschersleben w latach 1266–1283 (wraz z bratem Ottonem I), arcybiskup Magdeburga od 1305 r. z dynastii askańskiej.
Był młodszym synem księcia Anhaltu-Aschersleben Henryka II i Matyldy z Brunszwiku-Lüneburga. W 1266 r. został wraz ze starszym bratem Ottonem I następcą swojego ojca; później wstąpił jednak do stanu duchownego. W 1305 r. został arcybiskupem Magdeburga. Zmarł w Rzymie, dokąd wyjechał po paliusz arcybiskupi.